# 莱谢勒圣欧兰
莱谢勒圣欧兰（法語：L'Échelle-Saint-Aurin）是法国皮卡第大区索姆省的一个市镇，属于蒙迪迪耶区鲁瓦县。该市镇2009年时的人口为53人。

## 人口
莱谢勒圣欧兰人口变化图示
| 数据来源：INSEE |